# Andrew Myrick

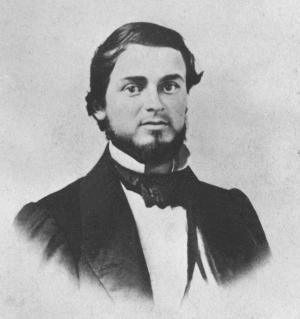
Andrew Myrick ca. 1860

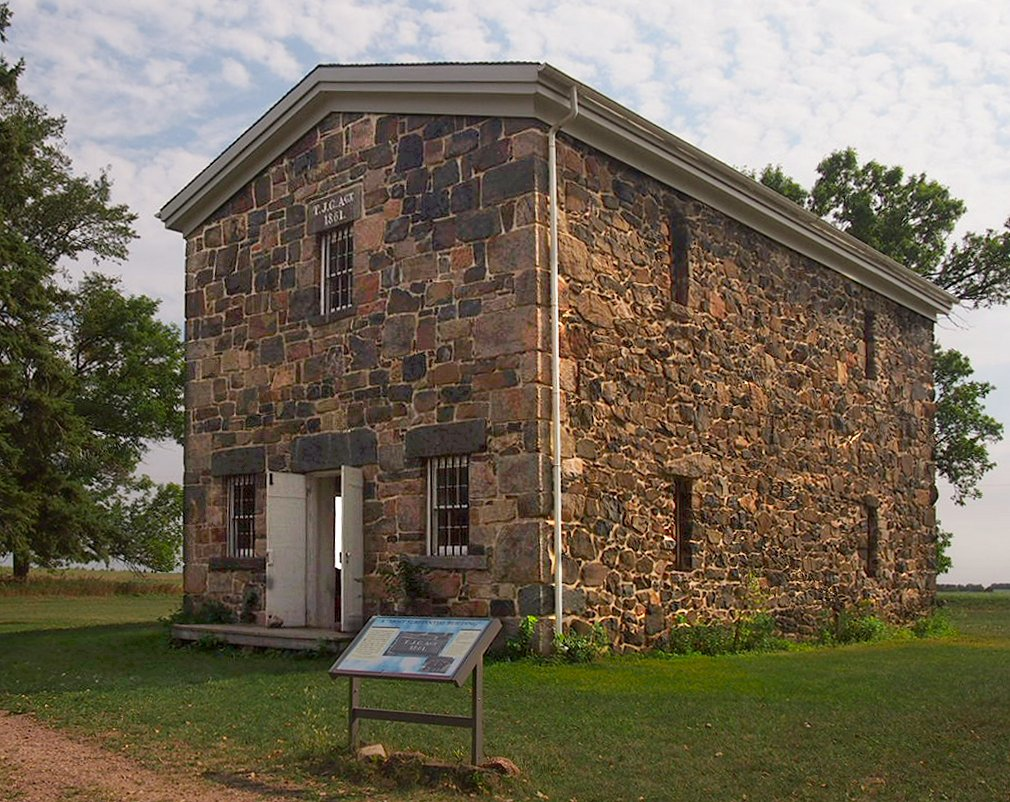
Historisches Lagerhaus der Lower Sioux Agency. Hier soll Andrew Myrick ermordet worden sein.

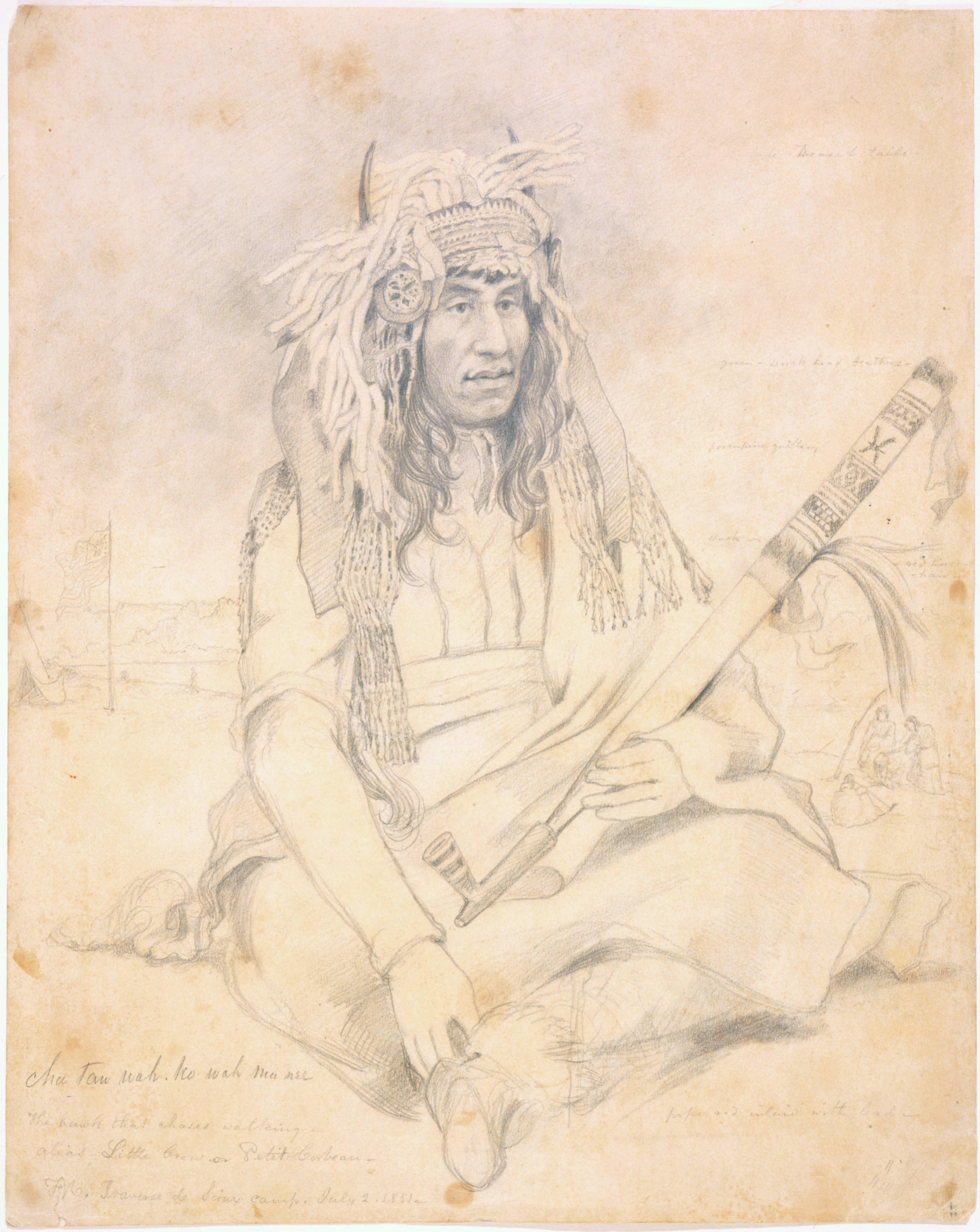
Little Crow, der Führer des Angriffs auf die Lower Sioux Agency

Andrew Myrick (* 28. Mai 1832; † 18. August 1862 im Lower Sioux Agency Reservat, heute im Redwood County, Minnesota) war ein amerikanischer Händler und eine der auslösenden Personen des Sioux-Aufstandes von 1862.

## Leben
Andrew Myrick gilt als ein rassistischer Anti-Held in der Geschichte der Indianerkriege, obwohl er mit einer Sioux-Indianerin mit Namen Wiyangewin verheiratet war und mit ihr zwei Töchter hatte. Er weigerte sich am 17. August 1862, Lebensmittel an hungernde Dakota-Sioux-Indianer auf Kredit zu verkaufen. Von ihm soll der berühmt-berüchtigte Satz stammen: „Nach meiner Meinung sollen sie Grass oder ihre eigenen Exkremente essen, wenn sie hungrig sind“. („So far as I am concerned, if they are hungry let them eat grass or their own dung.“) Vielleicht war er nur ein jähzorniger Mensch, der nicht nachdachte, bevor er redete. Andere Quellen besagen, dass sich seine Geschichte nicht so zugetragen hat. Womöglich hat er dies aber auch tatsächlich so gesagt und gemeint.
Andrew Myrick besaß zusammen mit seinem Bruder Nathan Läden in Yellow Medicine Upper Sioux Agency und Lower Sioux Agency. Die Lower Sioux Agency wurde 1853 von der Regierung der Vereinigten Staaten als Verwaltungszentrum des neu erschaffenen Lower Sioux Reservat errichtet. Mdewakanton- und Wahpekute-Indianer der Dakota-Santee und Sioux bevölkerten das Reservat, welches nach dem Vertrag von Mendota am 5. August 1851 errichtet worden war. In diesem Vertrag verkauften die Indianer für 1,4 Millionen Dollar große Gebiete im südlichen Minnesota an die Bundesregierung und zogen sich auf das Reservations-Gebiet zurück. Die Gelder wurden vom Bureau of Indian Affairs treuhänderisch verwaltet. Die Indianer beschlossen, ihr Nomadenleben als Jäger aufzugeben und sesshafte Bauern zu werden. Des Weiteren bestand der Vertrag aus Verpflichtungen für die Lieferung von Lebensmitteln und anderen Gerätschaften an die siedelnden Indianer. Für diese, die Verwaltung der Gelder und für die Errichtung von Schulen wurde die Lower Sioux Agency gegründet.
Die Reservation der Indianer wurde 1858 weiter verkleinert, als Minnesota als Bundesstaat die Aufnahme in die Vereinigten Staaten erlangte. Ihr Gebiet bot den Indianern nicht mehr genug Raum, um für sich selbst zu sorgen, sodass sie vollends von den Zahlungen der Regierung und von weißen Händlern abhingen. Die Zahlungen der Regierung wiederum litten von je her stark unter der Korruption im Bureau of Indian Affairs.
1861 verschlechterte sich die Lage der Indianer noch weiter. Eine Missernte zwang sie, Nahrungsmittel auf Kredit bei den Händlern zu kaufen und sich zu verschulden. 1862 verzögerten sich außerdem die Zahlungen der US-amerikanischen Regierung aufgrund des Sezessionskrieges; man war sich in Washington unschlüssig, ob die jährlichen Zahlungen in Gold oder mit den neuen Greenbacks zu begleichen seien.
Seit Juli 1862 gab der Händler keine Lebensmittel auf Kredit mehr an die hungernden Bewohner des Reservats. Am 26. Juli schrieb er an seine Brüder: „Ich bin ratlos und gebe keine Kredite mehr … Ich hoffe damit eine Reaktion der Indianer-Agenten zu erreichen … Sie werden sehr hungrig sein und möglicherweise werden die Beamten ihnen Geld geben, damit sie Lebensmittel kaufen können“. (“I am at a loss and so doing have given out no credits since last Sunday and at present deem it best not to give away any more for a week or ten days hoping it will produce a reaction. They will get very hungry and possibly if the officials are not engaged in it they may change their sentiments and favor paying their credits…”) Am 15. August 1862 baten die Bewohner des Reservats Andrew Myrick um den Verkauf von Lebensmitteln auf Kredit. Der Händler lehnte dies ab. Zum Indianer-Agenten Thomas J. Galbraith soll er den berühmt, berüchtigten Satz gesagt haben. Ironischerweise waren am 16. August 1862 die den Indianern zustehenden Zahlungen in Minnesotas Hauptstadt St. Paul eingetroffen und am 17. August nach Fort Ridgely weitergeleitet worden. Doch die Zahlungen kamen zu spät.
Am 18. August 1862 stürmten Indianer unter Führung von Häuptling Little Crow die Lower Sioux Agency. Myrick versuchte zu entkommen, indem er durch ein Fenster aus dem zweiten Stockwerk des Lagergebäudes der Agentur kletterte. Man fand ihn später tot, mit Gras im Mund, auf. Seiner Frau und seinen zwei Töchtern passierte nichts.
Sechs Wochen nach dem Ende des Aufstandes wurden 392 Dakota vor Militärtribunale gestellt. In Prozessen, die teilweise nur fünf Minuten dauerten, wurden 303 von ihnen wegen Vergewaltigung und Mordes zum Tode verurteilt, unter anderem wegen des Mordes an Andrew Myrick. Am 26. Dezember 1862 wurden daraufhin 38 Dakota bei der größten Massenexekution der amerikanischen Geschichte in Mankato öffentlich gehängt.
Über Myricks Leben ist wenig bekannt. Er soll ein intelligenter Mann gewesen sein, anderseits sehr aufbrausend und jähzornig. Die Dakota im Reservat nannten ihn „Wacinco“, was „Heißer Kopf“ bedeutet. Es ist nicht klar, ob er wirklich ein herzloser Rassist und Indianerhasser war oder eben ein Geschäftsmann, der durch das Ausbleiben von Zahlungen durch die amerikanische Regierung selber in finanzielle Schwierigkeiten geriet und deshalb den Verkauf von Lebensmitteln an hungernde Indianer verweigerte.